# Cimetière de Negrišori
Le cimetière de Negrišori (en serbe cyrillique : Гробље у Негришорима ; en serbe latin : Groblje u Negrišorima) se trouve à Negrišori, dans la municipalité de Lučani et dans le district de Moravica, en Serbie. Il est inscrit sur la liste des monuments culturels protégés de la république de Serbie (identifiant no SK 1062),,.

## Présentation
Le cimetière est situé au centre du village et est toujours en service. Bien qu'il abrite plusieurs stèles romaines, la plupart des monuments datent du XIXe siècle.
Selon leur type de pierre, les monuments peuvent être classés en deux catégories : les monuments en grès et les monuments en marbre blanc de Studenica ; sur le plan du style, on en trouve en forme de croix stylisées, le plus souvent des pierres tombales en marbre, et d'autres, le modèle le plus courant dans la région de Dragačevo, qui forment une stèle rectangulaire en pierre. Un grand nombre de ces monuments ont été érigés pour des soldats tombés au combat.
L'une des caractéristiques du cimetière, c'est que les tailleurs de pierre ont voulu montrer par des symboles la vie passée des défunts ; ces maîtres ont fréquemment signé leur travail comme une invitation pour de nouvelles commandes.